# Opuntia tortispina
Opuntia tortispina är en kaktusväxtart som beskrevs av Georg George Engelmann och J.M. Bigelow. Opuntia tortispina ingår i släktet fikonkaktusar, och familjen kaktusväxter. Inga underarter finns listade i Catalogue of Life.